# Hippocastanoideae

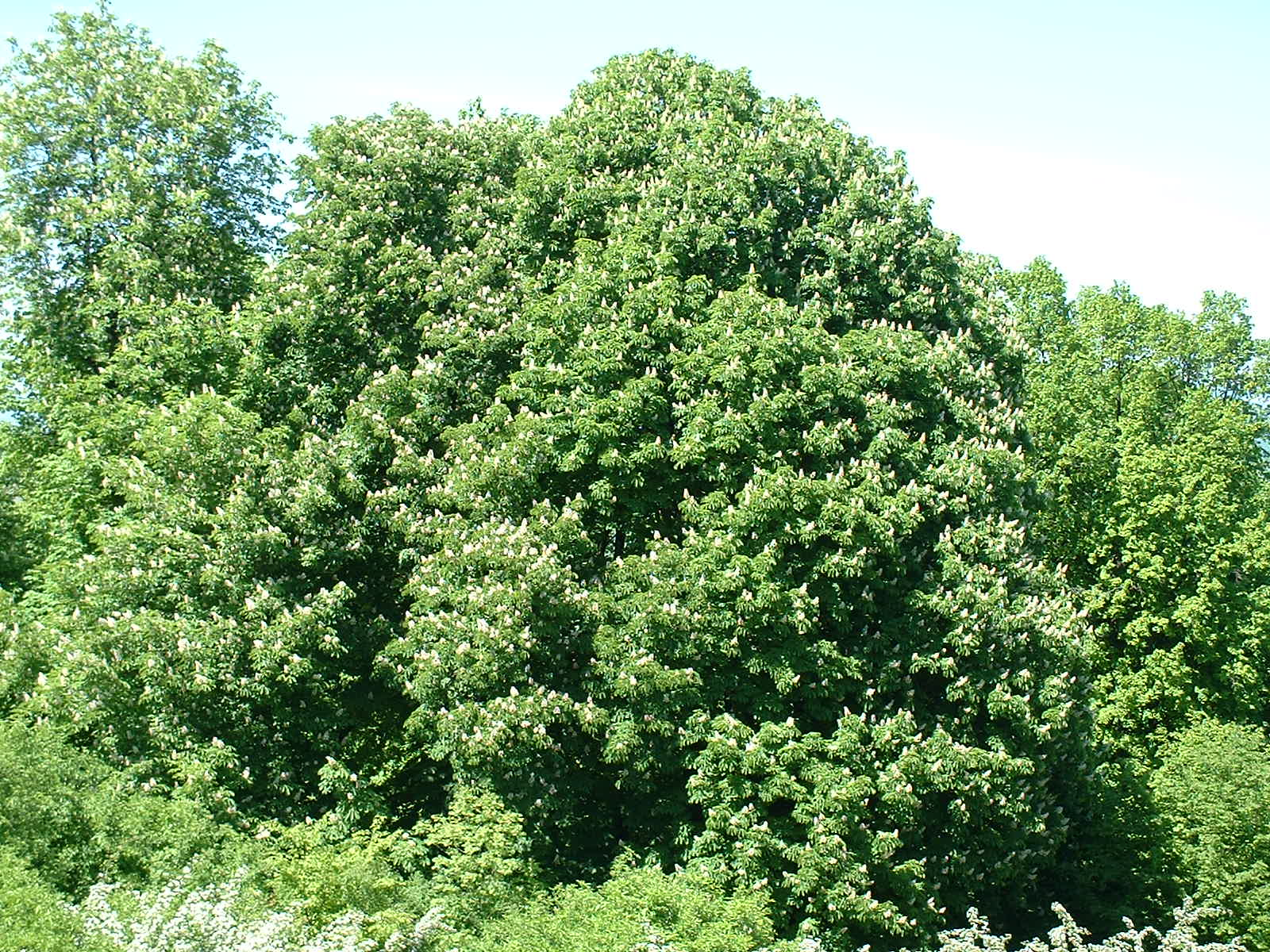
Aesculus hyppocastanum

Hippocastanoideae és una subfamília d'arbusts i arbres de la família de les sapindàcies (Sapindaceae). El seu gènere més difós és Aesculus (els falsos castanyers, sinònim Pavia). És característic d'aquesta subfamília tenir les fulles compostes palmades.
Els estudis filogenètics (Harrington et al. 2005) van mostrar que mentre que Aceraceae i Hippocastanaceae són monofilètics treure'ls de les sapindàcies les deixaria com un grup parafilètic, particularment amb referència al gènere Xanthoceras.